# Praefectus cohortis
Il praefectus cohortis (in italiano "Prefetto di coorte") era il comandante di una coorte ausiliaria dell'esercito romano di 500 uomini (quingenaria). Esso poteva distinguersi in praefectus cohortis peditatae al comando di una coorte peditata o in praefectus cohortis equitatae al comando di una coorte equitata ed in entrambi i casi era posto sotto il comando del più vicino legatus legionis.

## Provenienza e carriera militare
Solitamente il ruolo di prefetto veniva assegnato a centurioni di provata esperienza ed abilità (normalmente i primus pilus) provenienti dalle legioni, in ogni caso homines novi (non di grado senatorio). Si accedeva di fatto ad un percorso di carriera proprio dell'ordine equestre (cursus honorum).
La carriera di un equestre partiva dal grado di prefetto di coorte e poteva articolarsi in tres militiae e talvolta anche quattro. Il livello successivo era rappresentato dal grado militare di tribunus cohortis di unità ausiliarie peditatae o equitatae di 1.000 uomini (milliariae) (chiamato anche praefectus cohortis milliariae) oppure quello di tribuno angusticlavio di legione di rango equestre.
In nessun caso, di norma, almeno fino all'abolizione della legazione di legione sotto Gallieno, poteva giungere al comando della legione o anche a ricoprire il ruolo di tribuno laticlavio. Il grado massimo di carriera era quello di praefectus alae, prima quingenaria poi milliaria. Alcuni studiosi propendono per attribuire alla carica di praefectus fabrum  un ulteriore quarto grado nella carriera equestre, anche se essa deve considerarsi, in realtà, il grado iniziale (propedeutico alla carriera militare vera e propria), ricoperto da giovani magistrati municipali o centurioni in erba.